# Eugenio Tognazzi
Eugenio Tognazzi (fl. XX secolo) è stato un calciatore italiano, di ruolo attaccante.

## Carriera
Disputa a Trieste la stagione 1926-1927 del campionato di Prima Divisione Nord, poi con la Pro Patria gioca 12 gare in Divisione Nazionale nella stagione 1927-1928.
Passato al Novara, disputa 24 gare nella Divisione Nazionale 1928-1929 e 4 gare nel campionato di Serie B 1929-1930.